# 高义伯胡同
高义伯胡同，原名狗尾巴胡同，位于北京市西城区东南部，南北弯曲走向，在西单北大街以东，北起太仆寺街，南至力学胡同。民国年间因“狗尾巴”名称不雅而谐音改为高义伯胡同。